# Adolf Klęsk
Adolf Eugeniusz Klęsk, (ur. 1876, zm. 20 września 1935 w Krakowie) – polski lekarz, działacz społeczny, pionier neurochirurgii i rehabilitacji.

## Życiorys
Autor wielu publikacji z dziedziny grafologii, ginekologii, psychologii i chirurgii. Napisał także zbiór nowel i opowiadań inspirowanych pracą lekarza.
Od 1932 redaktor naczelny Przewodnika Zdrowia: czasopisma poświęconego ochronie zdrowia, higienie osobistej i społecznej, wychowaniu fizycznemu, wychowaniu niemowląt i kosmetyce.
Pochowany na cmentarzu Rakowickim w Krakowie.

## Twórczość
- Fizyologia i patologia snu, 1900
- Kilka uwag o samobójstwie, z uwzględnieniem kazuistyki krakowskiej za czas od r. 1892-1898 (włącznie), 1900
- Przyczynek do nauki o czynnościach mózgu, 1902
- Przyczynek do chirurgii nerek, 1903
- Kora mózgowa w świetle badań chirurgii: przyczynek do nauki o miejscowieniu i odnawianiu się ośrodków korowych, 1905
- Powikłania płucne w chirurgii, 1906
- Zgubne oddziaływanie obecnego trybu życia na pamięć, 1907
- Leczenie powiększonych gruczołów szyjnych (lymphomata colli), 1913
- Uwagi lekarza szkolnego co do zachowania się dziecka podczas nauki pisania, 1914
- Człowiek oburęczny – zadanie przyszłości, 1915
- Chirurgia nerwów obwodowych, 1916
- Ein Beitrag zur Ausbildung beider Hände beim Menschen, 1916
- Poradnik dla jednoręcznych, 1917
- Nauka pisma lewą ręką, 1917
- Człowiek w kajdanach zmysłów, 1918
- Jak można pomódz jednorękiemu? 1918
- Ocena niezdolności do pracy u inwalidów, 1919
- Zgubne oddziaływanie obecnego trybu życia na pamięć, 1919
- Zwierzenia histeryczki: nowele i opowiadania, 1921
- Czy mamy obecnie słabsze nerwy? 1923
- Psychofizjologja i patologja pisma, 1924
- Leczenie organicznemi preparatami fosforu, 1928
- Bolesne strony erotycznego życia kobiety, 1930